# Le Sexe des étoiles
Le Sexe des étoiles é um filme de drama canadense de 1993 dirigido e escrito por Paule Baillargeon e Monique Proulx. Foi selecionado como representante do Canadá à edição do Oscar 1994, organizada pela Academia de Artes e Ciências Cinematográficas.

## Elenco
- Marianne Coquelicot Mercier - Camille
- Denis Mercier - Marie-Pierre
- Tobie Pelletier - Lucky
- Sylvie Drapeau - Michele
- Luc Picard - J. Boulet
- Gilles Renaud - Jacob